# История почты и почтовых марок Эквадора
История почты и почтовых марок Эквадора описывает развитие почтовой связи и выпуски знаков почтовой оплаты на территории Республики Эквадор, государства на северо-западе Южной Америки, со столицей в Кито. Эквадор является членом Всемирного почтового союза (ВПС; с 1880), а за почтовое обслуживание в стране ответственна государственная компания Correos del Ecuador.

## Развитие почты
Находясь до 1822 года в составе испанского вице-королевства Новой Гранады, территория нынешнего Эквадора находилась в ведении испанской почтовой службы.
Первоначально на части территории Эквадора была учреждена и действовала почтовая связь на основе прежних гонцов часки и существовавших на тот момент маршрутов. Вплоть до XVIII века почта перевозилась в частном порядке с помощью часки.
С 1779 года стали употребляться резиновые почтовые штемпели, в том числе в 1819—1830 годах использовался штемпель типа «овал из точек» (англ. beaded oval).
C 1849 года по 1880 год пересылкой внешних почтовых отправлений занималось британское почтовое отделение в Гуаякиле, где с 1849 года использовались соответствующие резиновые штемпели.
При оплате пересылки корреспонденции тихоокеанским маршрутом «Pacific Ligne F» в Гуаякиле с 25 апреля 1872 по 4 марта 1874 года использовались почтовые марки Франции.
C 1 июля 1880 Эквадор вступила в ряды ВПС и стал выстраивать работу своей почтовой службы в рамках этой международной организации.
С 1911 года Эквадор состоит в Почтовом союзе американских государств, Испании и Португалии (UPAEP). 1 октября 1937 года Испанией был введён в обращение американско-испанский ответный купон (исп. Cupón-respuesta americoespañol). Он распространялся в странах этого почтового союза, включая Эквадор, до 29 февраля 1956 года.
Современным национальным почтовым оператором страны является государственная компания Empresa Pública de Correos del Ecuador (Correos del Ecuador).
Для расположенного на самом экваторе селения Митод дель Мундо почтовой службой Эквадора применяется специальный почтовый штемпель с надписью: «Пирамида, находящаяся на экваторе и делящая мир пополам».

## Выпуски почтовых марок

### Первые марки
Первые почтовые марки Эквадора были выпущены 1 января 1865 года[≡]. Серия состояла из 3 марок, изображавших государственный герб.

### Последующие выпуски
На выпущенных в 1887 году почтовых марках присутствовали надписи фр. «Equateur» («Эквадор»), «U. P. U.»  («ВПС»; сокращение от «Union Postale Universelle» — «Всемирный почтовый союз»)[≡].
Первые эквадорские памятные марки вышли в 1896 году.
В 1902 году при пожаре в Гуаякиле были похищены имевшиеся запасы марок, в связи с чем на запасах почтовых марок, оставшихся в почтовых отделениях разных эквадорских городов, были сделаны вручную различные надпечатки, которых известно большое количество видов.
В 1952 году появился первый почтовый блок Эквадора.
На оригинальных марках Эквадора можно встретить следующие надписи: исп. «Ecuador. Correos» («Эквадор. Почта»), «Correos y Telégrafos» («Почта и телеграф»)[≡], «Gorreos internes del Ecuador» («Внутренняя почта Эквадора»), «Republica del Ecuador» («Республика Эквадор»).

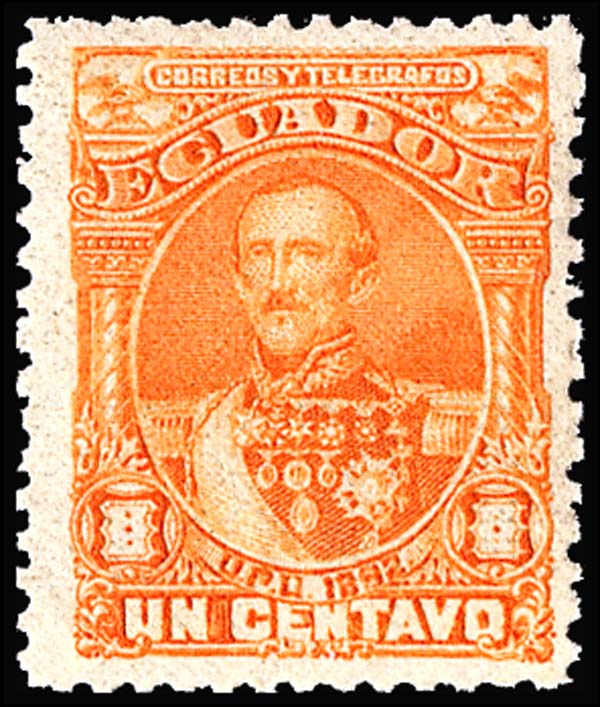
1890: первый президент Эквадора Хуан Флорес. Надписи на марках: «Correos y Telégrafos» («Почта и телеграф»), «U. P. U.» («ВПС»)[^]. Печать: Hamilton Bank Note Co. / Seebeck[англ.]
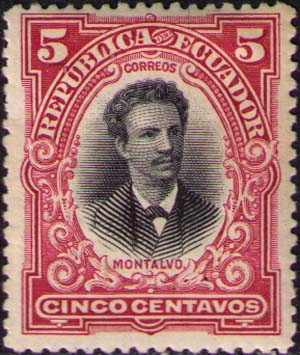
1899: эквадорский писатель Хуан Монтальво
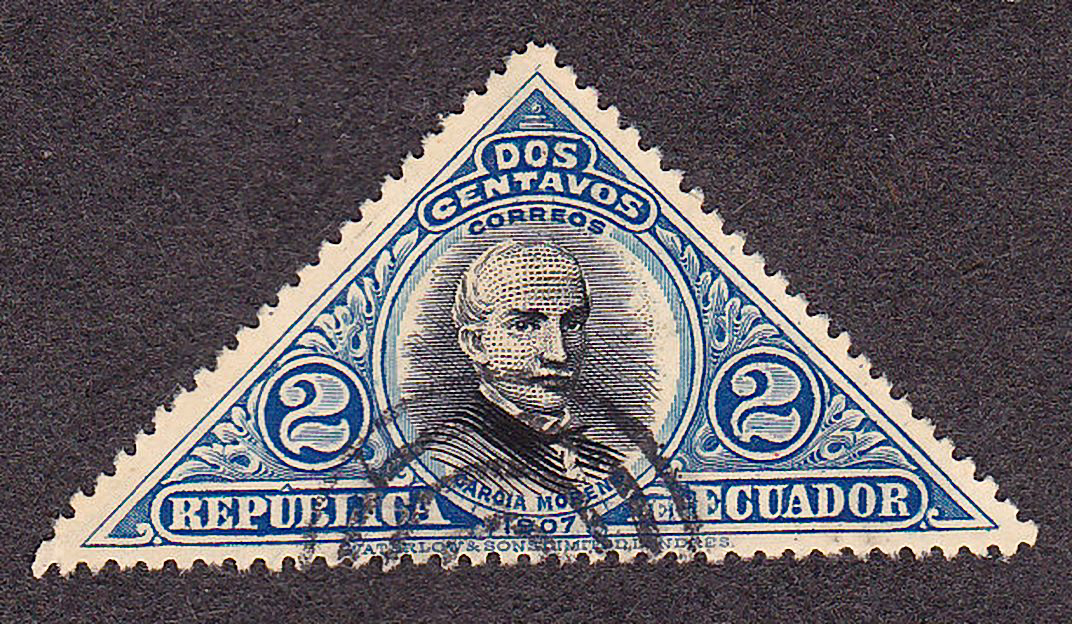
1907: дважды президент Эквадора Гарсия Морено. Печать: Waterlow and Sons[англ.]

### Тематика
На почтовых марках Эквадора представлена самая разнообразная тематика — история, политика, выдающиеся личности Эквадора[≡] и Латинской Америки[≡], флора[≡] и фауна страны[≡], спорт[≡], транспорт[≡] и т. д.
Ряд эквадорских марок тематически могут быть причислены к «Россике». Так, например, в 1980 году выходили почтовые марки и блоки Эквадора, которые были посвящены XXII Летним Олимпийским играм в Москве.

## Другие виды почтовых марок

### Авиапочтовые
Авиапочтовые марки Эквадора издавались с 1929 года. На них имелась надпись «Servicio aéreo» («Авиасвязь») или «Aéreo» («Авиа»)[≡].

### Служебные
В Эквадоре в 1884—1964 годах эмитировались служебные марки.

### Доплатные
В 1896—1958 годах там выпускались доплатные марки. Для них характерна надпись «Franqueo deficiente» («Доставка неоплаченных писем»).

### Почтово-налоговые
С 1920 года в обращении в стране были почтово-налоговые марки. Надпись на почтово-налоговых марках гласила: «Timbre patriotico» («Марка патриотического сбора»).

### Почтово-гербовые
Кроме того, в 1928—1946 годах на непочтовых марках налога на табак были сделаны надпечатки, после чего они поступили в почтовое обращение в качестве почтовых, экспрессных, служебных и почтово-налоговых марок (то есть почтово-гербовых). На фискальных марках делалась надпечатка «Postal» («Почтовая»).

### Телеграфные
Эквадор также производил телеграфные марки.

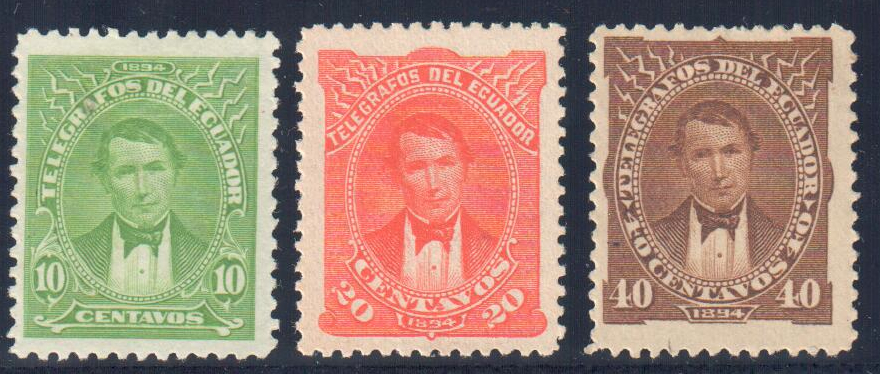

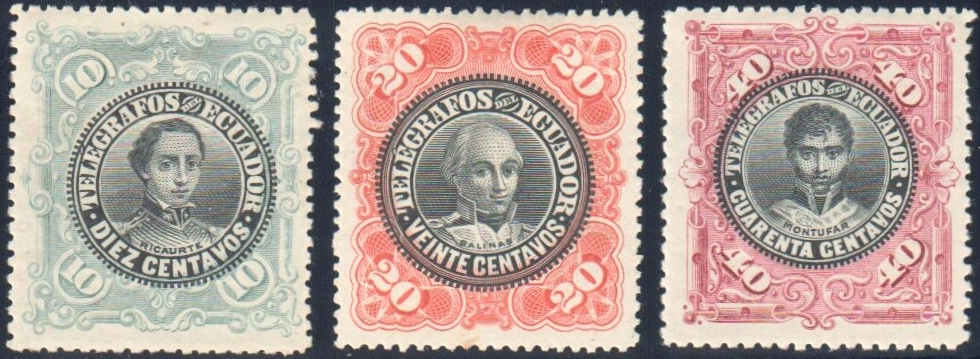

## Марки авиакомпанииSCADTA
Колумбийская авиакомпания SCADTA, осуществлявшая как внутреннее авиасообщение на территории Эквадора, так и выполнявшая авиарейсы в Колумбию и Перу, применяла собственные почтовые марки, бывшие в обращении с 28 августа 1928 года по 27 декабря 1930 года.

## Галапагосские острова
Первая почтовая марка Галапагосских островов вышла в 1957 году. На оригинальных марках надпись: «Islas Galapagos» («Галапагосские острова»). На почтовых марках надпись «Gorreos» («Почта»), а на авиапочтовых — «Соггео aéreo» («Авиапочта»).
За период с 1957 года по 1963 год было эмитировано 6 почтовых марок островов.

## Британская консульская почта
Британское почтовое отделение функционировало в Гуаякиле в 1849—1880 годах. С 1849 года здесь использовались соответствующие резиновые штемпели. С 26 января 1865 года по 1874 год в этом почтовом отделении в Гуаякиле были в обращении почтовые марки Великобритании, которые гасились буквенно-цифровым штемпелем «C41».